# Немецкий шпиц
Немецкий шпиц (нем. deutscher spitz) — порода собак. Собака-компаньон. Немецкие шпицы являются потомками торфяной собаки каменного века «canis familiaris palustris Ruthimeyer» и более позднего свайного шпица. Считаются старейшей в Средней Европе породой и предками множества других пород. Порода признана FCI.

## Описание
Встречаются самые разнообразные окраски и размеры. Собаки хорошо сложены. Формат квадратный. Высота в холке от 18 до 55 см.
Череп у породы средний, голова клинообразная и сужается к концу носа. Морда средней длины, не заостренная. Нос и губы чёрного цвета, у коричневых шпицев чёрно-коричневого. Челюсти развитые с ножницеобразным прикусом у средних, малых и померанских шпицев допускается отсутствие некоторых премоляров. Прямой прикус также допускается. Глаза темные и миндалевидные.
Линия верха плавно переходит в короткую, прямую спину. Пышный развевающийся хвост, который частично закрывает спину, округляет силуэт. Грудь глубокая и хорошо развитая. Передние конечности прямые и широкие, с хорошим костяком. Задние конечности очень мускулистые и до скакательного сустава богато покрыты шерстью. Задние ноги стоят прямо и параллельно.
Немецкий шпиц обладает длинной густой шерстью с богатым подшерстком, вокруг шеи она образует гриву, хвост пышно покрыт шерстью и лежит на спине. Немецкий шпиц имеет двойную шерсть, состоящую из длинного и прямого покровного волоса и короткий плотный, ватный подшерсток. Стрижка шпица должна быть незаметной.
У шпица допускается множество окрасов, но у каждой разновидности они свои::
- Чёрный с чёрным подшерстком и кожей, без белых или других пятен
- Коричневый (тёмно-коричневый)
- Зонарно-серый (волчий)
- Белый, без жёлтого оттенка
- Оранжевый(оранжево-соболиный)
- Другие окрасы: кремовый, кремово-соболиный, чёрно-подпалый и цветной (партиколорный, где основной цвет шерсти — белый. Черные, коричневые, серые или оранжевые пятна должны быть распределены по всему корпусу).

Немецкий шпиц обладает хорошим здоровьем, уравновешенным характером, удобен в содержании, он привязан к хозяину, обладает прекрасным умом и легко поддаётся дрессировке. Это очень умные собаки, ласковые и старательные. Немецкий шпиц считается отличным другом и компаньоном. Если правильно воспитать шпица, то он может лаять только по команде. Немецкие миниатюрные шпицы склонны к ожирению.
Первоначальное предназначение породы — оповещать хозяина о приближении чужаков лаем. Поэтому шпицам свойственно реагировать громким лаем на посторонние звуки, незнакомых людей на улице и лаять в состоянии испуга.

## Разновидности
Имеется несколько ростовых разновидностей немецких шпицев. Для каждой из них допустимы определённые окрасы.
| Разновидности немецкого шпица |                                                                                      |                                          | |
| Фотография                    | Название                                                                             | Размер                                   | Допустимые окрасы согласно стандарту FCI                                                                                 |
|                               | Вольфшпиц или кеесхонд (нем. Wolfsspitz/Keeshond)                                    | Рост 43-55 см                            | Волчий (зонарно-серый)                                                                                                   |
|                               | Большой шпиц (гроссшпиц) (нем. Großspitz)                                            | Рост 40-50 см                            | Белый, чёрный, коричневый. Белые пятна на груди, лапах и кончиках хвоста допустимы у чёрных и коричневых больших шпицев. |
|                               | Средний шпиц (миттельшпиц) (нем. Mittelspitz)                                        | Рост 30-40 см                            | Белый, чёрный, коричневый, оранжевый, волчий, другие окрасы.                                                             |
|                               | Малый шпиц (кляйншпиц) (нем. Kleinspitz)                                             | Рост 24-30 см                            | Белый, чёрный, коричневый, оранжевый, волчий, другие окрасы.                                                             |
|                               | Померанский шпиц или миниатюрный шпиц (цвергшпиц, нем. Zwergspitz — карликовый шпиц) | Рост 18-24, рост ниже 18 см не желателен | Белый, чёрный, коричневый, оранжевый, волчий, другие окрасы.                                                             |

Каждая разновидность шпицев должна иметь вес соответствующий размеру.